# U 381 (Kriegsmarine)
De U 381 was een type VIIC U-boot van de Duitse Kriegsmarine tijdens de Tweede Wereldoorlog. Hij stond onder bevel van de Duitse edelman, kapitein-luitenant-ter-zee Graf Wilhelm-Heinrich Pückler und Limpurg. Op 21 mei 1943 werd hij en zijn bemanning als vermist opgegeven. 

## Ondergang
De U 381 werd als vermist opgegeven, ten zuiden van Groenland op 21 mei 1943. Er is geen uitleg en verklaring voor dit verlies. Er vielen 47 doden, waaronder de commandant Pückler und Limpurg. De U 381 rapporteerde voor de laatste maal zijn positie op 9 mei 1943 van zijn vermoedelijke positie 51° 30′ 0″ NB, 36° 0′ 0″ WL. 

## Voorafgaande herziend feit
(Laatste herziening door FDS/NHB gedurende juni 1992). - Gezonken 19 mei 1943 in het noorden van de Atlantische Oceaan nabij Cape Farewell, Groenland, in positie 54° 41′ 0″ NB, 34° 45′ 0″ WL door dieptebommen van de torpedobootjager HMS Duncan en het Britse korvet HMS Snowflake. 
Deze aanval was werkelijk bedoeld tegen de U 304 en de U 636, met in mindere mate toegebrachte schade.